# 薄有德
薄有德，直隸顺天府大興县人，清朝政治人物、进士出身。
康熙四十二年（1703年），登进士，改庶吉士，授翰林院檢討，后升任侍讀學士。